# Wolf Niklas von Grünthal
Wolf Niklas von Grünthal (auch Wolfgang, Wolf Niclas, Grünthaler, Grienthaler in Kremsegg; * 1565; † 6. Dezember 1630 in Wien) war ein Österreichischer evangelischer Adeliger, niederösterreichischer Regimentsrat und Reichshofrat Kaiser Ferdinands II.

## Leben
Wolf Niklas war der Sohn von Ritter Wolfgang von Grünthal (um 1500–1576), kaiserl. Rat und oberösterreichischer Vizedom und dessen zweiter Frau Ursula Kölnpöck († 1601). Jakob betrieb seine Studien 1582 in Tübingen, 1585 in Padua, und zuletzt in 1587 Siena und Bologna. Er kämpfte für Kaiser Rudolf II. gegen die Türken in Ungarn. Dieser besserte (mit Diplom vom 9. Oktober 1603 in Prag) ihm und seinen Brüdern Julius, Johann Jakob, Erhard und Johann Joachim und den Söhnen von Philipp Jakob (Wolf Dietmar, Hans Andreas und Georg) das Wappen und bestätigte den alten Adel.
1609 wurde er niederösterreichischer Regimentsrat, 1613 nö. Ritterstands-Verordneter und 1619 Reichshofrat von Kaiser Ferdinand II. Der Kaiser ernannte ihn auch zum Hof- und Pfalzgrafen.
Wolf Niklas huldigte 1620 in Linz Herzog Maximilian von Bayern, dem Oberösterreich verpfändet wurde. 1625/26 war er an der Niederwerfung des oberösterreichischen Bauernaufstandes beteiligt. Gemeinsam mit dem Lilienfelder Abt Ignaz Krafft, Karl von Fuchs und dem Rektor der Wiener Universität Martin Hafner war Grünthal kaiserlicher Abgesandter zu den bäuerlichen Aufständischen und wurde zeitweise in Schloss Steyr inhaftiert, bis sie von Gottfried Heinrich zu Pappenheim befreit wurden.
Wolf Niklas von Grünthal war Herr zu Kremsegg, Achleiten und Dietach, Herr auf Zeillern, Reinsberg, Wang und Windtern.

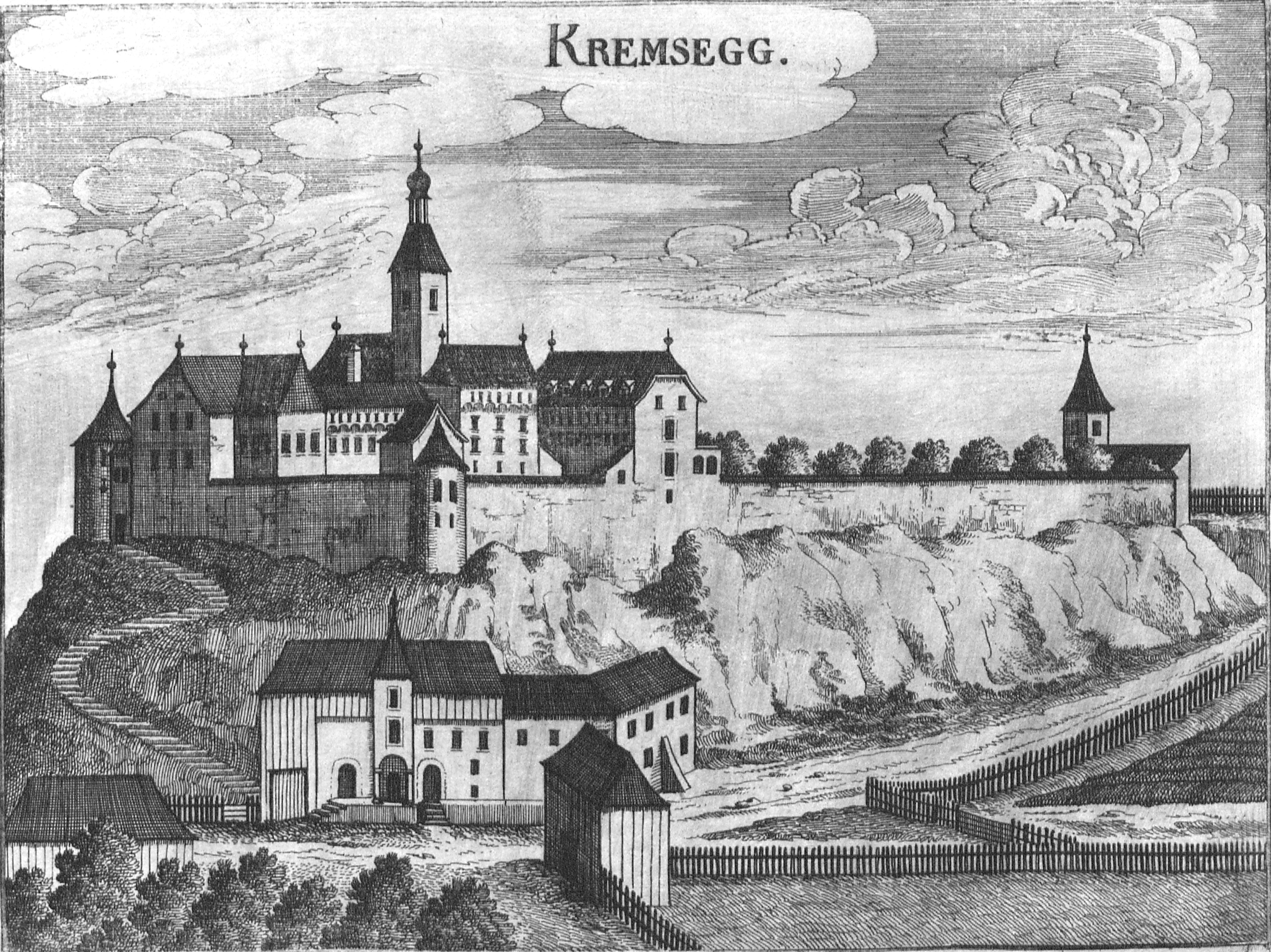
Burg Kremsegg
Burg Achleiten
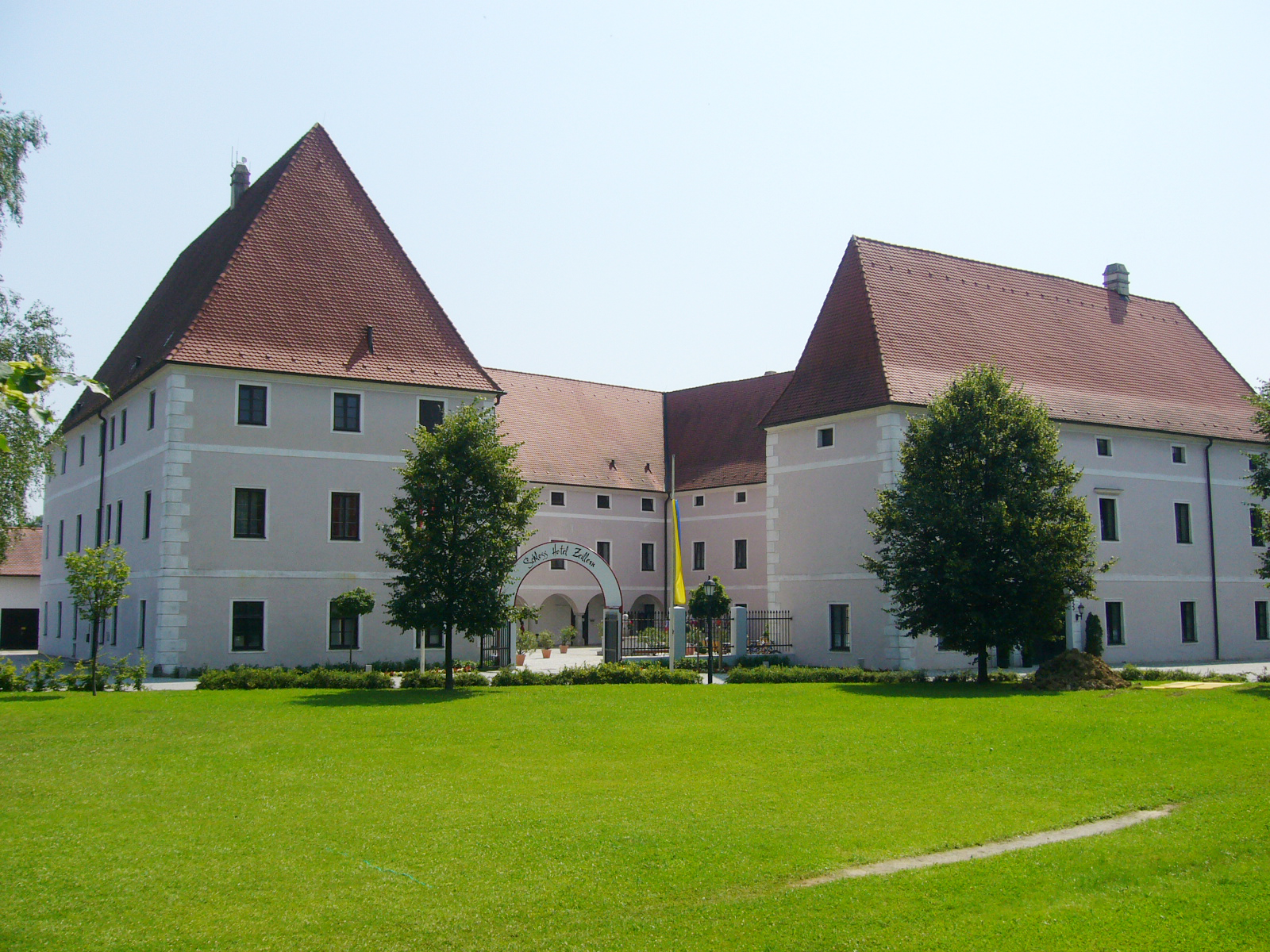
Schloss Zeillern

Er heiratete am 2. Februar 1592 Apollonia von Oed (1574–1621), Tochter des nö. Jägermeisters Heinrich Freiherr von Oed zu Oedenthal und Reinsberg auf Rapoltenkirchen und Sitzenthal, und der Margaretha (Marusch) von Zinzendorf. Die Gattin brachte die Herrschaften Reinsberg und Wang in die Ehe ein. Das Paar hatte 16 Kinder, elf Söhne und fünf Töchter.
(siehe Stammliste der Grünthal)